# Ленинск (Челябинская область)
Ле́нинск — посёлок в Челябинской области, входит в состав Миасского городского округа.

## История
Посёлок основан в районе открытого в 1797 году Е. Мечниковым месторождения рудного золота. В 1824 году здесь был открыт Царёво-Александровский прииск, названный в честь императора Александра I. В 1824 году прииск посетил сам император Александр I. В 1842 году здесь был найден самый большой в России золотой самородок весом 36 кг, названный «Большой Треугольник».
В источнике 1928 г. населённый пункт именуется – хутор Александровский (Царево-Александровский Прииск). В советское время (не позже 1935 г.) переименован в Ленинск – в честь основателя партии большевиков, главы советского государства В. И. Ленина. В 1930-х...1960-х гг. Ленинск был наполовину башкирский наполовину русский. При чем заселение шло по национальному признаку (половина села башкирская половина русская).  В середине 70-х годов XX века добыча золота в посёлке прекратилась. В настоящее время большинство населения работает на нефтеперекачивающей станции.

## Население
| 1959 | 1970  | 1979  | 1989  | 2002  | 2010  |
| ---- | ----- | ----- | ----- | ----- | ----- |
| 4301 | ↘1724 | ↗1908 | ↘1730 | ↘1713 | ↗1862 |